# Isabella van Portugal (1428-1496)
Isabella van Portugal (circa 1428 - Arévalo, 15 augustus 1496) was van 1447 tot 1454 koningin van Castilië en León. Ze behoorde tot het huis Aviz.

## Levensloop
Isabella was een dochter van infant Johan van Portugal, zoon van koning Johan I van Portugal, uit diens huwelijk met Isabella van Bragança, dochter van hertog Alfons I van Bragança, een halfbroer van koning Johan II van Castilië. Over haar eerste levensjaren is weinig bekend.
In augustus 1447 huwde ze met koning Johan II van Castilië (1405-1454), die eerder gehuwd was met Maria van Aragón. Hoewel hij reeds een erfgenaam Hendrik IV had, besloot hij te hertrouwen, omdat het huwelijk van zijn zoon met prinses Blanca van Navarra tot dusver kinderloos was gebleven en hij de erfopvolging in Castilië wilde garanderen. Het huwelijk met Isabella, waarvoor wegens hun nauwe bloedverwantschap pauselijke dispensatie nodig was, kwam er op initiatief van Johans gunsteling Álvaro de Luna, die daarna probeerde om de contacten van de verliefde koning en zijn jonge echtgenote zoveel mogelijk in te perken. Daarbij had hij echter niet gerekend op de eigenzinnigheid van Isabella. Jaloers en bezitterig als ze was, kwam het tot een machtsstrijd tussen haar en de Luna om de gunst van de koning. 
Na de geboorte van haar eerste kind, de toekomstige koningin Isabella I van Castilië (1451-1504), viel Isabella in een diepe depressie. Ze sloot zich op en sprak nog maar zelden met haar echtgenoot. Uiteindelijk overtuigde ze hem om Alvaro de Luna uit de weg te ruimen. Ze belastten Alfonso Pérez de Vivero met de uitvoering van hun plannen, maar toen de Luna de plannen vernam, gooide hij Peréz uit het raam. Zo had de koning een reden om de Luna te laten executeren, wat dan ook gebeurde. Isabella kon niet lang van haar triomf genieten, want negen maanden na de geboorte van haar tweede kind Alfons (1453-1468), prins van Asturië, stierf haar echtgenoot Johan II in juli 1454.
Hendrik IV, de zoon uit het eerste huwelijk van Johan II, volgde zijn vader op als koning van Castilië en León en stuurde zijn stiefmoeder en haar kinderen naar de burcht van Arévalo. De aan luxe en comfort gewende Isabella moest voortaan tevreden zijn met een veel eenvoudigere, afgezonderde levensstijl. Haar psychische toestand verergerde met de jaren. Haar kinderen bleven tot ongeveer 1461 bij hun moeder, terwijl Isabella steeds krankzinniger werd. Uiteindelijk herkende de eenzame koningin niemand meer en wist ze ook niet meer wie ze zelf was. Haar dochter besteeg in 1474 als Isabella I de Castiliaanse troon en ontfermde zich over haar moeder. Op 15 augustus 1496 stierf de volledig demente Isabella in Arévalo. Haar stoffelijk overschot werd in 1505 overgebracht naar het klooster Santa María de Miraflores in Burgos, waar ook haar echtgenoot en zoon werden bijgezet.